# Mitterkirchen im Machland
Mitterkirchen im Machland – gmina targowa w Austrii, w kraju związkowych Górna Austria, w powiecie Perg. Liczy 1728 mieszkańców (1 stycznia 2015).